# Céline Naef
Céline Naef (nació el 25 de junio de 2005) es una tenista profesional suiza.
Su mejor clasificación en la WTA fue la número 121 del mundo, que llegó el 16 de octubre de 2023. En dobles alcanzó número 428 del mundo, que llegó el 6 de noviembre de 2023. Hasta la fecha, ha ganado seis títulos en individual y dos títulos de dobles en el ITF tour.
Hizo su debut en el cuadro principal de Grand Slam en Campeonato de Wimbledon 2023 en individual, luego de pasar la clasificación perdería en primera ronda ante Anastasia Potapova en dos set.

## Títulos WTA 125s

### Dobles (1–0)
| Resultado | N.º | Fecha                  | Torneos | Superficie | Pareja         | Oponentes                  | Resultado |
| --------- | --- | ---------------------- | ------- | ---------- | -------------- | -------------------------- | --------- |
| Campeona  | 1.  | 2 de diciembre de 2023 | Andorra | Dura (i)   | Erika Andreeva | Tímea Babos Heather Watson | 6-2, 6-1  |